# Stenoptilia
Stenoptilia is een geslacht van vlinders uit de familie van de vedermotten (Pterophoridae).
De typesoort van het geslacht is Alucita pterodactyla Linnaeus, 1761.

## Soorten
- Stenoptilia alpinalis Burmann, 1954
  - = Stenoptilia pelidnodactyla alpinalis Burmann, 1954
- Stenoptilia annadactyla Sutter, 1988
  - = Stenoptilia annickana Gibeaux, 1989
- Stenoptilia aridus (Zeller, 1847)
  - = Stenoptilia stigmatodactyla var. grisescens Schawerda, 1933
  - = Stenoptilia csanadyi Gozmány, 1959
  - = Stenoptilia gallobritannidactyla Gibeaux, 1985
- Stenoptilia bigoti Gibeaux, 1986
- Stenoptilia bipunctidactyla (Scopoli, 1763)
  - = Alucita mictodactyla Denis & Schiffermüller, 1775
  - = Pterophorus hodgkinsonii Gregson, 1868
  - = Pterophorus hirundodactylus Gregson, 1871
- Stenoptilia bowmani McDunnough, 1923
- Stenoptilia brigantiensis Nel & Gibeaux, 1992
  - = Stenoptilia buvati Nel & Gibeaux, 1992
- Stenoptilia cebennica Nel & Gibeaux, 1991
- Stenoptilia cerdanica Nel & Gibeaux, 1991
- Stenoptilia colombia McDunnough, 1927
- Stenoptilia coloradensis Fernald, 1898
- Stenoptilia coprodactylus (Stainton, 1851)
  - = Stenoptilia zalocrossa Meyrick, 1907
- Stenoptilia eborinodactyla Zagulajev, 1986
- Stenoptilia elkefi Arenberger, 1984
- Stenoptilia exclamationis (Walsingham, 1880)
- Stenoptilia friedeli Arenberger, 1984
- Stenoptilia gibeauxi Nel, 1989
- Stenoptilia grandipuncta McDunnough, 1939
- Stenoptilia graphodactyla (Treitschke, 1833)
- Stenoptilia gratiolae Gibeaux & Nel, 1990
  - = Stenoptilia paludicola auct. nec Wallengren, 1862
- Stenoptilia hahni Arenberger, 1989
- Stenoptilia islandicus (Staudinger, 1857)
  - = Pterophorus pelidnodactylus var. borealis Wocke, 1864
- Stenoptilia juniper Kovtunovich & Ustjuzhanin, 2014
- Stenoptilia leuconephes Meyrick, 1886
- Stenoptilia lucasi Arenberger, 1990
- Stenoptilia lutescens (Herrich-Schäffer, 1855)
  - = Mimaesoptilus arvernicus Peyerimhof, 1875
  - = Stenoptilia grandis Chapman, 1908
- Stenoptilia mannii (Zeller, 1852)
  - = Stenoptilia megalochra Meyrick, 1927
- Stenoptilia mengeli Fernald, 1898
- Stenoptilia mercantourica Nel & Gibeaux, 1991
- Stenoptilia millieridactyla (Bruand, 1861)
  - = Stenoptilia saxifragae Fletcher & Pierce, 1940
- Stenoptilia mimula Gibeaux, 1985
- Stenoptilia nepetellae Bigot & Picard, 1983
  - = Stenoptilia cyrnea Nel, 1991
- Stenoptilia nolckeni (Tengström, 1869)
  - = Stenoptilia caesia (Snellen, 1884)
- Stenoptilia pallistriga Barnes & McDunnough, 1913
- Stenoptilia parnasia Arenberger, 1986
- Stenoptilia pelidnodactyla (Stein, 1837)
- Stenoptilia phaeonephes (Meyrick, 1886)
- Stenoptilia philocremma Meyrick, 1930
- Stenoptilia plagiodactylus (Stainton, 1851)
- Stenoptilia pneumonanthes (Büttner, 1880)
  - = Stenoptilia nelorum Gibeaux, 1989
  - = Stenoptilia arenbergeri Gibeaux, 1990
- Stenoptilia pterodactyla (Linnaeus, 1761)
  - = Pterophorus fuscus Retzius, 1783
  - = Alucita fuscodactyla Haworth, 1811
  - = Alucita ptilodactyla Hübner, 1813
  - = Mimaeseoptilus paludicola Wallengren, 1862
- Stenoptilia reisseri Rebel, 1935
- Stenoptilia scabiodactylus (Gregson, 1871)
- Stenoptilia serotinus (Zeller, 1852)
  - = Stenoptilia picardi Gibeaux, 1986
- Stenoptilia stenodactyla Turati & Fiori, 1930
- Stenoptilia stigmatodactylus (Zeller, 1852)
  - = Pterophorus oreodactylus Zeller, 1852
  - = Stenoptilia megalochroa Meyrick, 1930
- Stenoptilia stigmatoides Sutter & Skyva, 1992
- Stenoptilia succisae Gibeaux & Nel, 1991
- Stenoptilia tourlani Gibeaux, 1993
- Stenoptilia veronicae Karvonen, 1932
- Stenoptilia zophodactylus (Duponchel, 1840)
  - = Pterophorus loewii Zeller, 1847
  - = Pterophorus canalis Walker, 1864
  - = Mimeseoptilus semicostatus Zeller, 1873

## Soorten II
- S. admiranda Yano, 1963
- S. aethiopica Gibeaux, 1994
- S. agutsana Ustjuzhanin, 1996
- S. albilimbata Yano, 1963
- S. albistriolatus Zeller, 1877
- S. altlanticola Zerny, 1935
- S. amharae Gielis, 2011
- S. amseli Arenberger, 1990
- S. balsami Arenberger, 2010
- S. bandamae Bigot, 1964
- S. barati Nel & Gibeaux, 1992
- S. bassii Arenberger, 2002
- S. californica Grin., 1908
- S. caroli Arenberger, 1988
- S. celidotus (Meyrick, 1885)
- S. columbia McDunnough, 1927
- S. conicephala Gielis, 1990
- S. convexa Arenberger, 1998
- S. dissipata Yano, 1963
- S. etcetera Arenberger, 1998
- S. grisescens Schawerda, 1933
- S. himachala Arenberger, 1999
- S. impersonalis Walker, 1864
- S. ionota Meyrick, 1920
- S. jacutica Ustjuzhanin, 1996
- S. johnistella Ustjuzhanin & Kovtunovich, 2010
- S. kiitulo Gielis, 2008
- S. longalis Walker, 1864
- S. luteocinerea Snellen, 1884
- S. madyana Arenberger, 1999
- S. melanoloncha Meyrick, 1926
- S. meyeri Gielis, 1997
- S. miantodactyla Zeller, 1841
- S. molleti Gibeaux, 1991
- S. nakanensis Matsumura, 1931
- S. natalensis Ustjuzhanin & Kovtunovich, 2010
- S. nurolhaki Amsel, 1967
- S. orites Meyrick, 1885
- S. pinarodactyla Ersch., 1877
- S. pinkeri Arenberger, 1984
- S. platanodes Meyrick, 1914
- S. poculi Arenberger, 1998
- S. pseudocaprodactyla Gibeaux, 1991
- S. pulchra Christ., 1885
- S. rougeoti Gibeaux, 1994
- S. saigusai Yano, 1963
- S. sanaa Arenberger, 1999
- S. sapporensis Matsumura, 1931
- S. scoprodactyla Zagulajev, 1986
- S. suprema Meyrick, 1927
- S. tenuis Felder, 1875
- S. tinctidactylus (Newman, 1856)
- S. tyropiesta Meyrick, 1932
- S. uwinka Gielis, 2011
- S. viettei Gibeaux, 1994
- S. wagneri Zerny, 1940
- S. wieringai Gielis, 2011